# نانسیس
نانسیس (به فرانسوی: Nances) یک کمون در فرانسه است که در Canton of Le Pont-de-Beauvoisin واقع شده‌است.

## خصوصیات
نانسیس ۹٫۹ کیلومترمربع مساحت و ۴۱۳ نفر جمعیت دارد.